# 白下路
白下路是中国南京市秦淮区的一条东西走向街道。明代至1931年，称中正街。白下路西起中山南路，东到大中桥（古称白下桥），全长1504米，宽28米，沥青混凝土路面。
现在的白下路一带在南唐时是皇宫正门外横街的东段，到明代时又开辟为东西向的官街，名为中正街。1901年清末南京开辟马路时，升平桥至内桥的中正街是首批开辟道路之一。当时路宽6至9米，为砂石路面，可通行马车。明清时期，中正街有上元县衙、庐江试馆、上江考棚、张侯府。太平天国时期，有北王韦昌辉、国伯韦元玠宅邸等建筑。
1931年，根据首都计划，将西段从中正路（今中山南路）到太平路（今太平南路）长644米的路段拓宽到28米，铺设宽18米的沥青和弹石路面车行道（中间10米铺沥青，两边铺弹石），并在路两侧铺设各宽5米的水泥混凝土路面人行道。以南京古地名白下命名为白下路。1934年，又修筑太平路以东路段，但只建成86米长的路段，其余大部分路段没有加宽，只是表面加铺沥青。民国时期，有交通银行、中南银行南京分行、农业银行、中国银行等机构建筑，亦有私立安徽中学、社会儿童福利站、审计部等。白下路东段拓宽于1990年代。

## 沿路建筑
- 白下路23号，原南京珠宝廊，今中国工商银行南京分行白下路分理处
- 白下路155号，原交通银行办事处办公楼，今交通银行秦淮区分理处